# Michał Łopot
Michał Łopot (Łopott) herbu Łopot (ur. przed 1749 rokiem) – oboźny wielki litewski od 1776, marszałek Trybunału Głównego Wielkiego Księstwa Litewskiego w latach 1787–1789, członek Rady Nieustającej w latach 1778–1780, starosta bobrujski, kawaler maltański (w zakonie od 1775 roku), kawaler Honoru i Dewocji.

## Życiorys
W 1775 decyzją Sejmu Rozbiorowego otrzymał dobra starostwa bobrujskiego w 50-letnią emfiteuzę. Członek konfederacji Andrzeja Mokronowskiego w 1776 roku. Poseł z powiatu starodubowskiego na sejm skonfederowany 1776 roku, sędzia sejmowy. W 1778 był posłem z powiatu wołkowyskiego. Członek Departamentu Skarbowego Rady Nieustającej w 1779 roku.
Złożył swój akces do konstytucji 3 maja. W czasie wojny polsko-rosyjskiej 1792 roku podpisał adres do króla, w którym wraz ze 130 szlachty nowogródzkiej zapewnił władcę o swej wierności i gotowości kontynuowania walki.
W 1792 roku  został konsyliarzem województwa nowogródzkiego w konfederacji generalnej Wielkiego Księstwa Litewskiego konfederacji targowickiej, wyznaczony przez konfederację targowicką do sądów ulitimae instantiae Wielkiego Księstwa Litewskiego w 1793 roku. Poseł na sejm grodzieński 1793 roku z powiatu nowogródzkiego, członek konfederacji grodzieńskiej 1793 roku. Zyskawszy poparcie przedstawiciela Rosji Jakoba Sieversa wszedł w skład deputacji wyłonionej z sejmu, której zadaniem było zawarcie porozumień rozbiorczych z Imperium Rosyjskim i Królestwem Prus. 22 lipca 1793 roku podpisał traktat cesji przez Rzeczpospolitą ziem zagarniętych przez Rosję a 25 września cesji ziem zagarniętych przez Prusy  w II rozbiorze Polski. Wybrany do nowej Rady Nieustającej, powołanej przez Sejm Grodzieński.
Głęboko znienawidzony za swoją działalność na sejmie rozbiorowym, podejrzewany był o bycie donosicielem Osipa Igelströma. W marcu 1794 na kontraktach nowogródzkich został poważnie obity kijem, w obawie o swoje życie schronił się pod opiekę stacjonujących w Nowogródku żołnierzy rosyjskich. Na kilka dni przed wybuchem insurekcji kościuszkowskiej zdołał uciec, unikając aresztowania przez władze powstańcze.
Odznaczony Orderem Orła Białego i Orderem Świętego Stanisława.